# Bomber

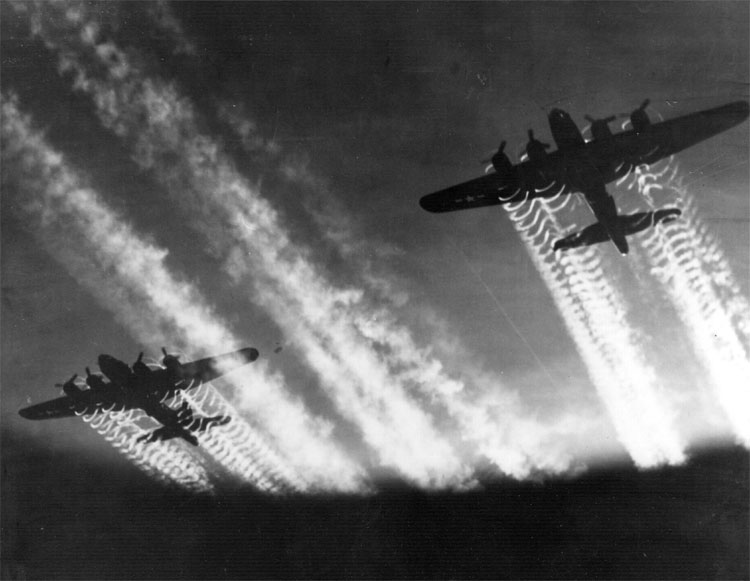
Boeing B-17 der USAAF bei einem Angriff über Europa im Zweiten Weltkrieg

Ein Bomber oder Bombenflugzeug ist ein Kampfflugzeug, das dazu dient, Bodenziele mit Fliegerbomben und Luft-Boden-Raketen anzugreifen. Flugzeuge, die dabei auch zur Bekämpfung von Flugzeugen eingesetzt werden, fallen in der Regel unter den Begriff Jagdbomber.

## Geschichte des Bombers

### Die Anfänge

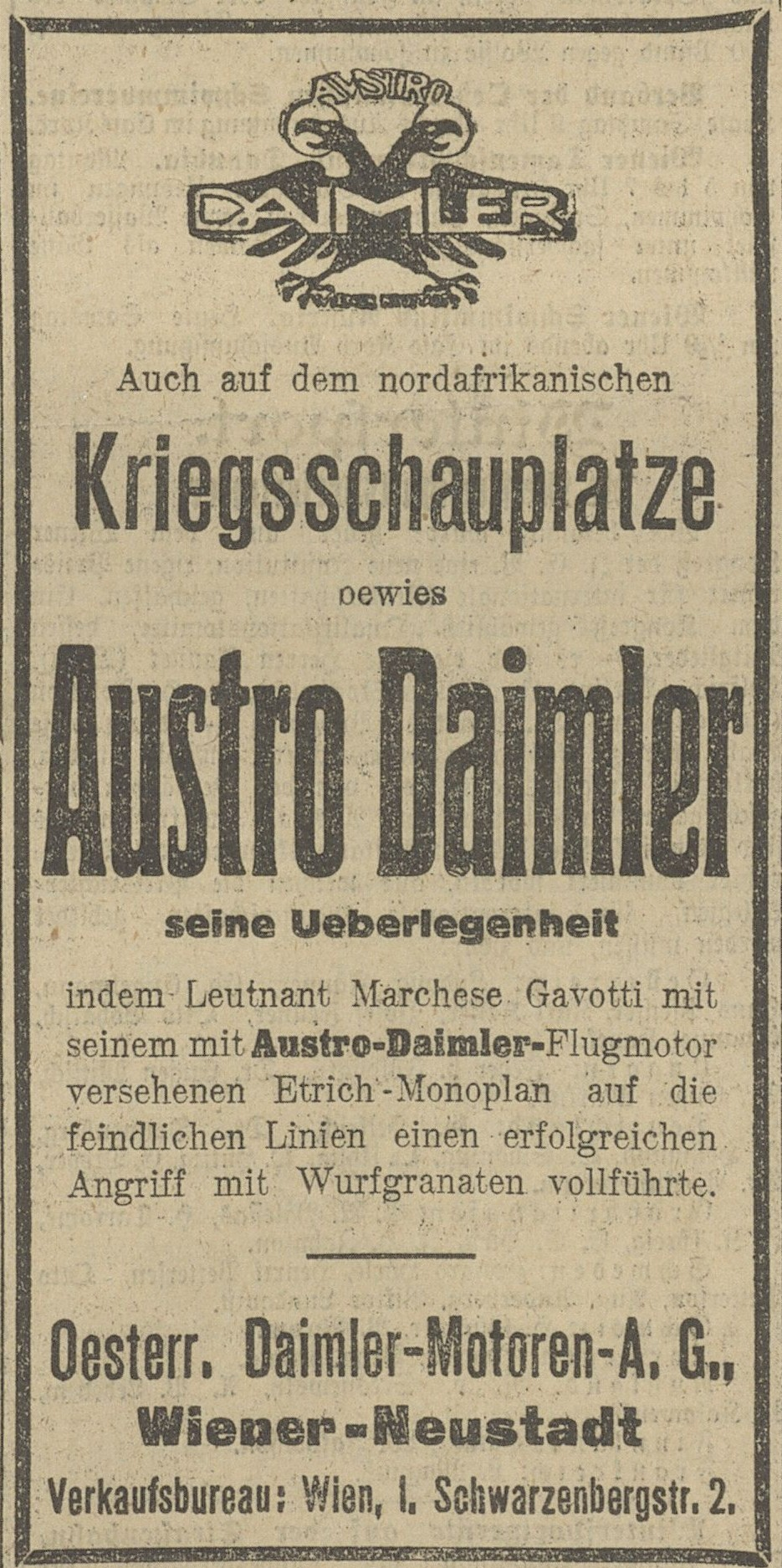
Erster Bombenabwurf aus einem Flugzeug, von Austro-Daimler bereits nach wenigen Tagen für Werbezwecke benutzt (11. November 1911)

Speziell für ihren Zweck gebaute Bombenflugzeuge kamen erst im Ersten Weltkrieg zum Einsatz. Der erste Bombenangriff fand jedoch im italienisch-türkischen Krieg am 1. November 1911 statt, als Giulio Gavotti aus einer Etrich Taube drei 2-kg-Bomben per Hand auf ein türkisches Militärlager abwarf. Nach anderen Quellen soll es sich um vier bzw. fünf Bomben gehandelt haben. Die Technik und der Einsatz der Bomben wurde wie folgt beschrieben:

„Die verwendeten Handgranaten wurden in Spezia erzeugt und bestehen aus einer Stahlkugel, die mit Pikrinsäure gefüllt ist. Die Explosion wird durch einen Aufschlag- oder Zeitzünder herbeigeführt, der vor dem Wurf in entsprechende Stellung gebracht wird. Die Bombe ist so groß wie eine Orange. Als Leutnant Gavotti um 6 Uhr morgens aufstieg, hatte er fünf solche Wurfbomben in der Tasche. Er flog in 700 Meter Höhe 80 Kilometer über die Vorpostenlinie hinaus und ließ über der Oase Ailsara die erste Bombe fallen. Da er infolge der schwierigen Steuerung nur mit einer Hand arbeiten konnte, mußte er die Feder des Zünders der Bombe mit den Zähnen herausziehen. Als die Bombe auffiel, sah der Pilot nur eine schwarze Wolke aufschießen und Menschen auseinanderjagen; die Wirkung selbst vermochte er nicht zu erkennen.“

Bertha von Suttner erkannte sofort die irreversiblen Konsequenzen dieses Ereignisses für den Vernichtungskrieg:

„Und mit jedem Tag wird der Krieg verbrecherischer. Denket an die aus Wolkenhöhen herabfallenden Sprengstoffbomben, die zum erstenmal in diesem Feldzug erprobt worden sind. ‚La prima Torpedine del cielo‘, jubelten die römischen, chauvinismustrunkenen Blätter… Auf ein Lager von 2000 ruhende Menschen und Tiere wurde von einem kühnen Leutnant (Gavotti ist sein Name) von einem ‚Etrich‘ herab eine Bombe geschleudert. Schreiend und rasend liefen die Nichtgetroffenen auseinander und auf die Fliehenden warf der ‚himmlische‘ Held noch seine übrigen Bomben. […] Nein, humanisieren läßt sich bei den heutigen und morgigen Kriegsmitteln (Fernlenkboot, Tod durch Taster usw.) der Krieg nicht mehr; vergebens ist es, ihn den Gesetzen der steigenden Kultur und der erwachenden Menschlichkeit anpassen zu wollen; nur zweierlei ist möglich: daß die Zivilisation den Krieg vernichtet, oder daß im Zukunftskrieg die Zivilisation zugrunde geht.“

Der bulgarische Pilot Simeon Petrow entwickelte 1912 im Ersten Balkankrieg eine Fliegerbombe. Ihr Abwurf am 16. Oktober 1912 bei einem Angriff auf den türkischen Bahnhof in der Nähe von Karaağaç wird allgemein als erster Einsatz eines Flugzeugs als Bomber angesehen. Die Pläne für diese Bombe wurden später an Deutschland verkauft. Diese mit dem Codenamen „Tschataldscha“ („Чаталджа“) bezeichnete Fliegerbombe ist bis zum Ende des Ersten Weltkriegs in Massenproduktion hergestellt worden.
Anfangs waren allerdings nur Militärluftschiffe in der Lage, eine große Bombenlast über große Entfernungen zu tragen. Viele Nationen setzten solche Luftschiffe ein, um militärische Ziele, aber auch Industrieanlagen oder Innenstädte anzugreifen. Luftschiffe konnten damals höher und weiter fliegen als alle Flugzeuge und auf diese Weise außerhalb der Reichweite von Flugabwehrwaffen operieren. Dies sollte sich jedoch im Laufe des Ersten Weltkriegs ändern. Im Juni 1915 gelang es erstmals einem englischen Jagdflugzeug, ein deutsches Luftschiff abzuschießen.
Ab 1917 wurden in Deutschland als strategische Bomber Großflugzeuge, später auch Riesenflugzeuge gebaut. Dabei handelte es sich um viermotorige Doppeldecker, deren Flügelspannweite über 40 Meter betragen konnte. Manche Bomber des Ersten Weltkriegs verfügten bereits über einen Abwurfmechanismus, mit dem die am unteren Flügel oder am Rumpf angebrachten Bomben ausgeklinkt wurden.

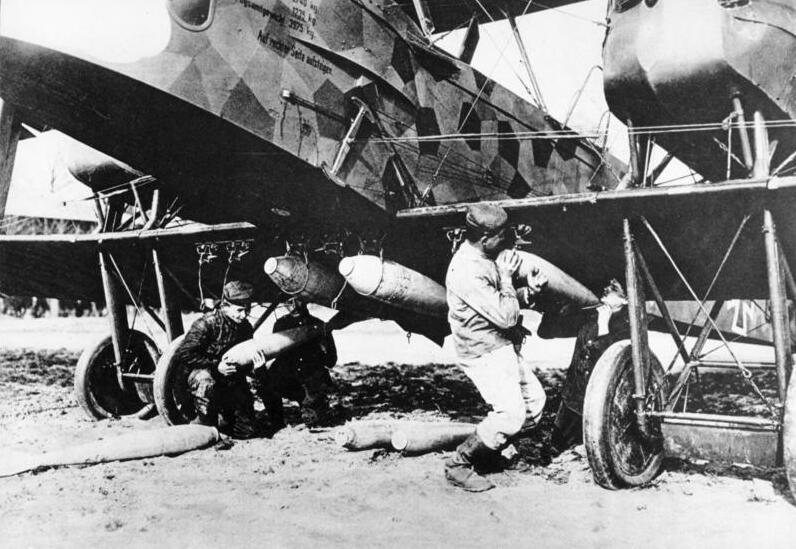
Bombenaufhängung an einer Gotha G.V

Bomberangriffe wurden tags und nachts durchgeführt und richteten sich unter anderem gegen Großstädte und Industrieanlagen, aber auch gegen feindliche Flughäfen und sonstige Bodenziele. Nach Ende des Ersten Weltkriegs wurden viele Bomber für eine Nutzung im kommerziellen Luftverkehr umfunktioniert.
Im Ersten Weltkrieg eingesetzte Bomber:
- Schütte-Lanz (Luftschiff)
- Zeppelin (Luftschiff)
- AEG G.IV
- Friedrichshafen G.III
- Gotha G.III
- Gotha G.IV
- Gotha G.V
- Zeppelin (Staaken) R.VI
- Caproni Ca.3
- Caproni Ca.42
- Airco DH.4
- Airco DH.9
- Handley Page O/400
- Sikorsky Ilja Muromez
- Voisin III

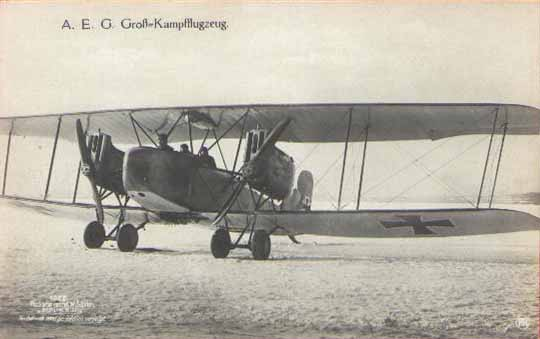
AEG G.IV bomber
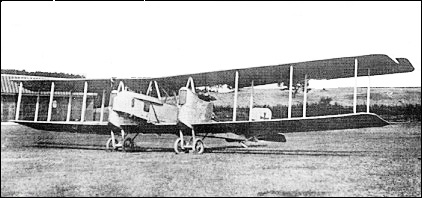
Gotha G.III
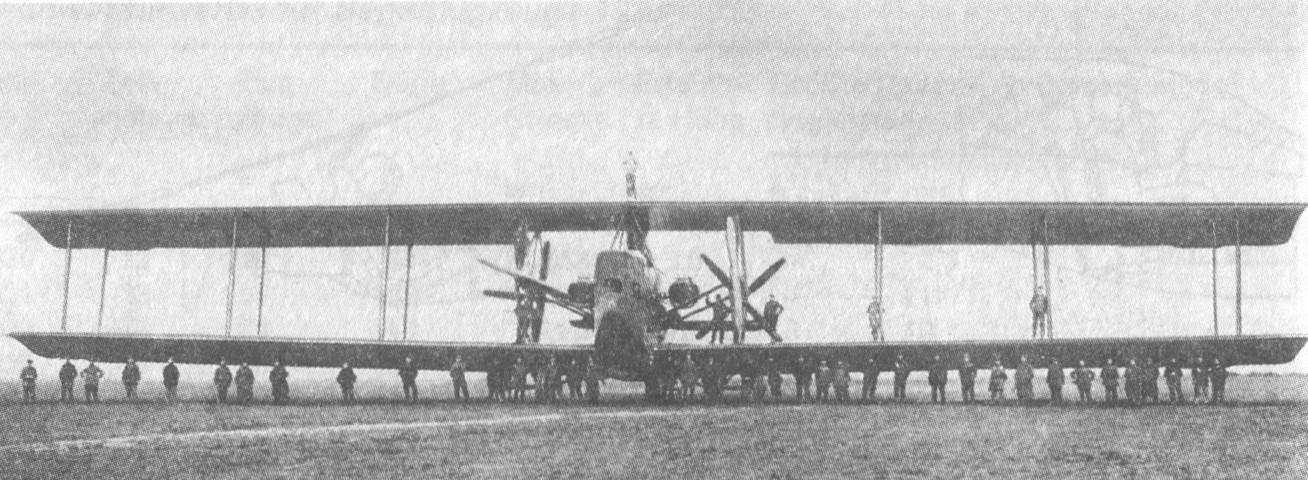
Siemens Schuckert R.VIII
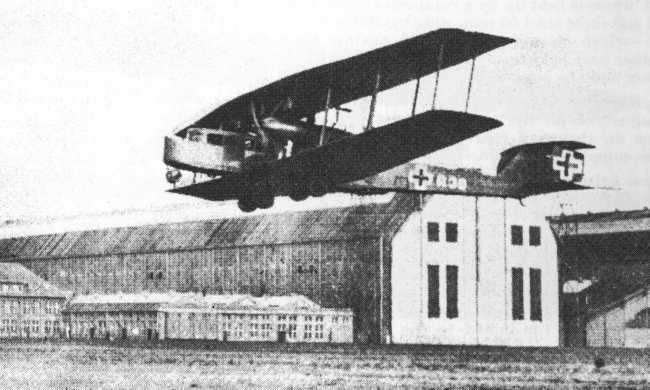
Zeppelin-Staaken R.VI
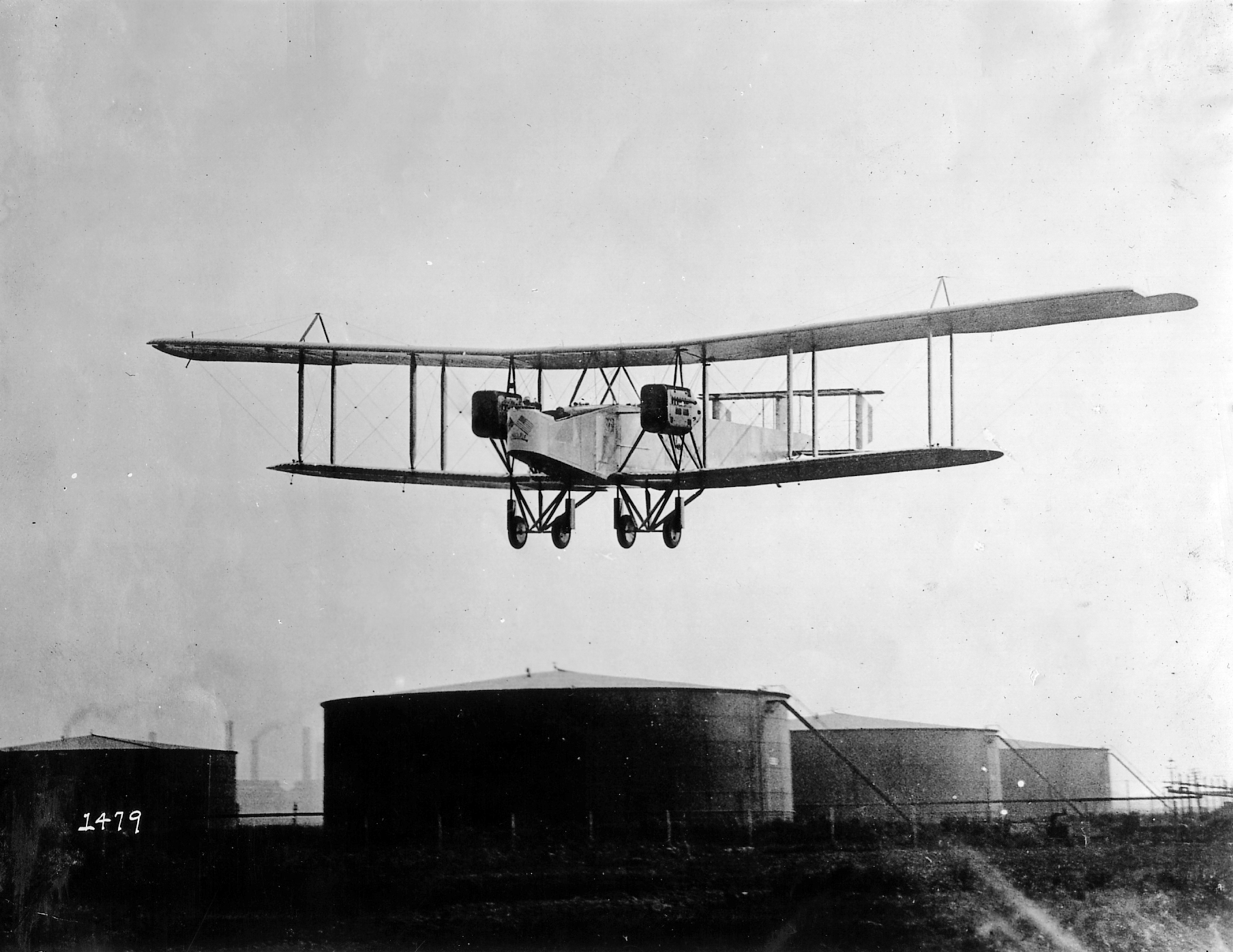
Handley Page O/400

### Zweiter Weltkrieg

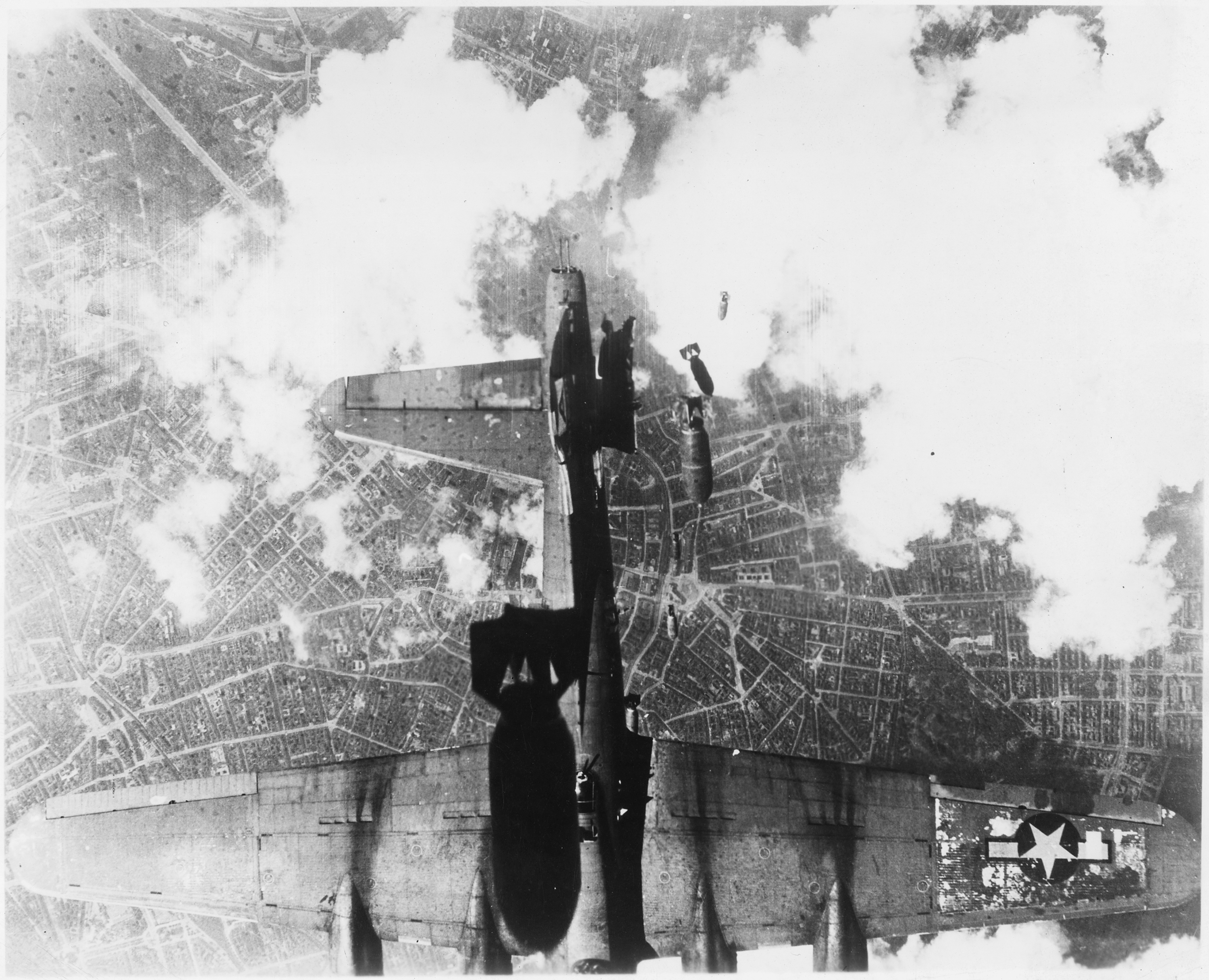
Bombardierung Berlins – einer US-amerikanischen B-17 wird durch die Bomben eines darüber fliegenden Flugzeuges das Backbord-Höhenleitwerk zertrümmert

Im Vorfeld des Zweiten Weltkrieges kam es im Spanischen Bürgerkrieg 1937 erstmals zu taktischen Punktbombardements. Bis zu diesem Zeitpunkt wurde lediglich versucht, mit möglichst viel Sprengkraft eine Fläche total zu zerstören oder die Bomben wurden „blind“ abgeworfen. Diese vorrangig vom Vereinigten Königreich gegen Aufstände in seinen Kolonien angewandte Taktik sollte sich erst mit dem Aufbau der neuen deutschen Luftwaffe ab 1935 ändern.
In der von 1935 bis 1945 bestehenden deutschen Luftwaffe wurden Bomber in der Regel als Kampfflugzeuge bezeichnet. Andere Begriffe wie Atlantikbomber, Uralbomber oder Schnellbomber sind eher der Propaganda zuzuordnen. Die Luftwaffe führte in den Jahren ab 1935 das militärische Konzept der verbundenen Waffen ein. Dies bedeutet unter anderem, dass Heer und Luftwaffe durch am Boden mit den Heereseinheiten mitfahrenden Verbindungsoffizieren der Luftwaffe eng verbunden sind. Dieses Konzept setzt eine exakte Planung der Bekämpfung militärischer Ziele voraus. Aus diesem Grund ließ die militärische Führung nur zweimotorige taktische Bomber, z. B. die Ju 88 bauen. Von 1940 bis 1941 griffen deutsche Bomber zur Vorbereitung einer Invasion in der sogenannten Luftschlacht um England die südlichen Teile des Vereinigten Königreichs an. Letztendlich führten jedoch vor allem die begrenzte Reichweite der Begleitjäger und die hohen Bomberverluste dazu, dass die Angriffe 1941 weitgehend eingestellt wurden.
1940 begannen die Briten ihrerseits mit der Bombardierung Deutschlands. Da bei den ersten Angriffen bis zu 50 % der Flugzeuge abgeschossen wurden, spezialisierten sich die Briten auf die weniger verlustreichen Nachtbombardierungen. Wegen der geringeren Treffergenauigkeit bei Nachtbombardierungen konnten sie nur Flächenbombardements auf große Flächenziele wie etwa Großstädte fliegen (siehe auch Luftangriffe gegen Städte).
Die amerikanische Luftwaffe begann nach dem Eintritt der USA in den Zweiten Weltkrieg im Jahr 1943 mit Tagbombardierungen auf Punktziele wie Fabriken und Verkehrsanlagen. Durch verbesserte Formationstaktik, vor allem durch Begleitschutz mit neuentwickelten Langstrecken-Begleitjägern (ab 1944) und durch die vorrückende Front ab Mitte 1944 wurde es den Bombern möglich, immer weiter in deutsches Kernland vorzudringen.
Ein von den Briten eingesetzter Bomber war die Avro Lancaster. Die Lancaster war das Rückgrat der Bombenangriffe des RAF Bomber Command gegen Deutschland. Sie setzte neue Maßstäbe bei Bombenlastkapazität und Transporthöhe. Für gewöhnlich trug sie 6350 kg auf 7300 Meter Höhe, doch sie konnte auch eine einzelne, 9980 kg schwere Bombe auf Ziele wie etwa Viadukte oder U-Boot-Bunker abwerfen. Die Lancaster hatte eine Reichweite von über 4000 km, was damals kaum ein anderer Bomber erreichte.
Die Bombardierung Japans durch US-Bomber begann Ende 1944. Dabei wurde auch der neuentwickelte Bomber B-29 eingesetzt, eine Maschine mit sehr großer Reichweite.

Während des Zweiten Weltkrieges entwickelten sich die Anfänge der Marschflugkörper und Raketen als Bombenträger, die im weiteren Verlauf der Militärgeschichte einen Teil der Aufgaben von Bombern übernahmen, sie jedoch nicht vollständig ablösten.

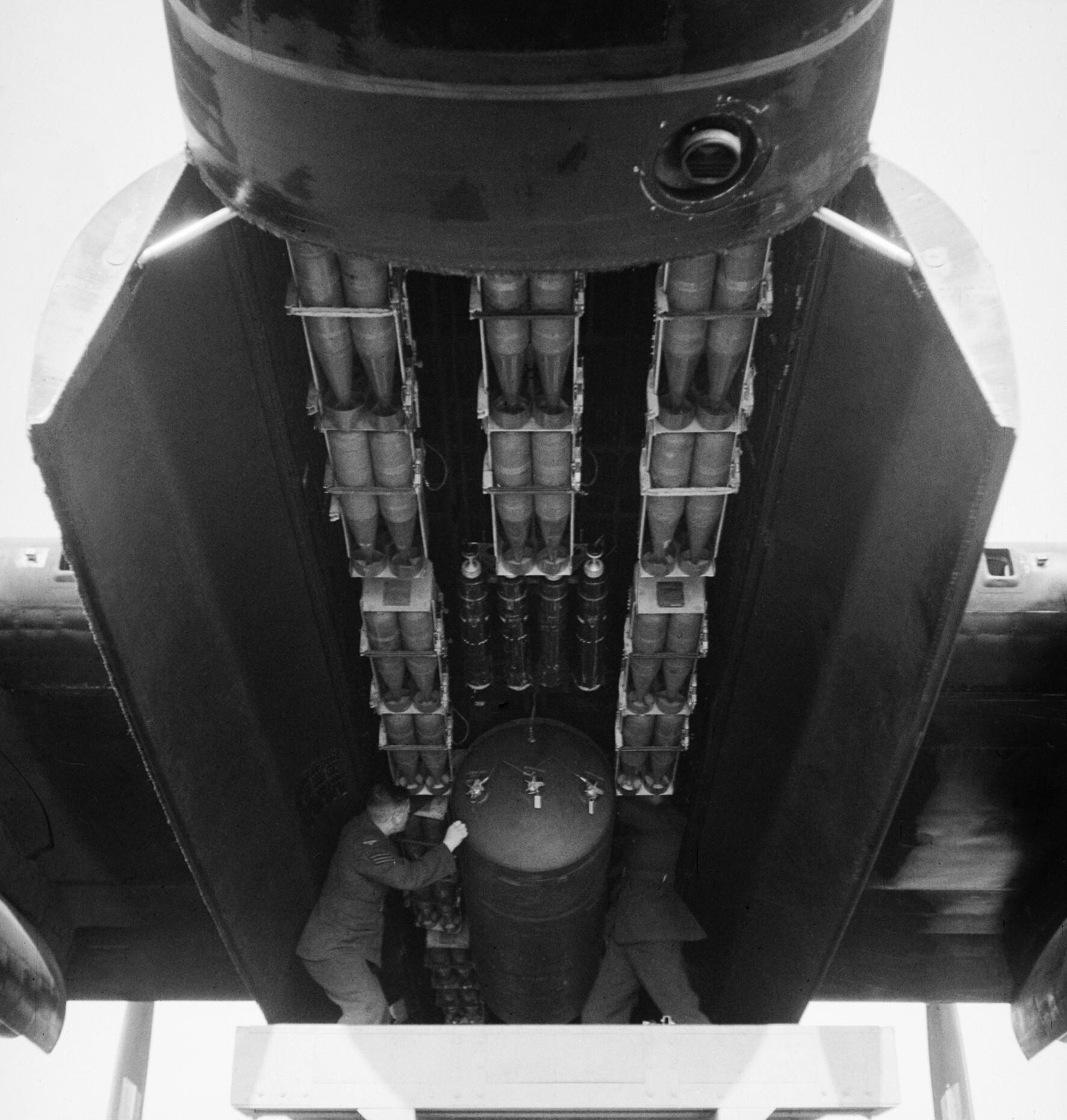
Bombenschacht einer Lancaster mit einer Luftmine und Brandbomben-Bündeln

Im Zweiten Weltkrieg eingesetzte Bomber (Auswahl):
- Arado Ar 234
- Armstrong Whitworth Whitley
- Avro Lancaster
- Avro Manchester
- Boeing B-17
- Boeing B-29
- Bristol Blenheim
- Bristol Beaufort
- Consolidated B-24
- CRDA Cant Z.1007
- de Havilland DH.98 Mosquito
- Handley Page Halifax
- Heinkel He 111
- Heinkel He 177
- Iljuschin Il-4
- Junkers Ju 87
- Junkers Ju 88
- Martin B-26
- Mitsubishi G4M
- Nakajima Ki-49
- North American B-25
- Petljakow Pe-8
- Piaggio P.108
- Savoia Marchetti SM.79
- Short Stirling
- Tupolew Tu-2
- Vickers Wellington

### 1950er bis heute

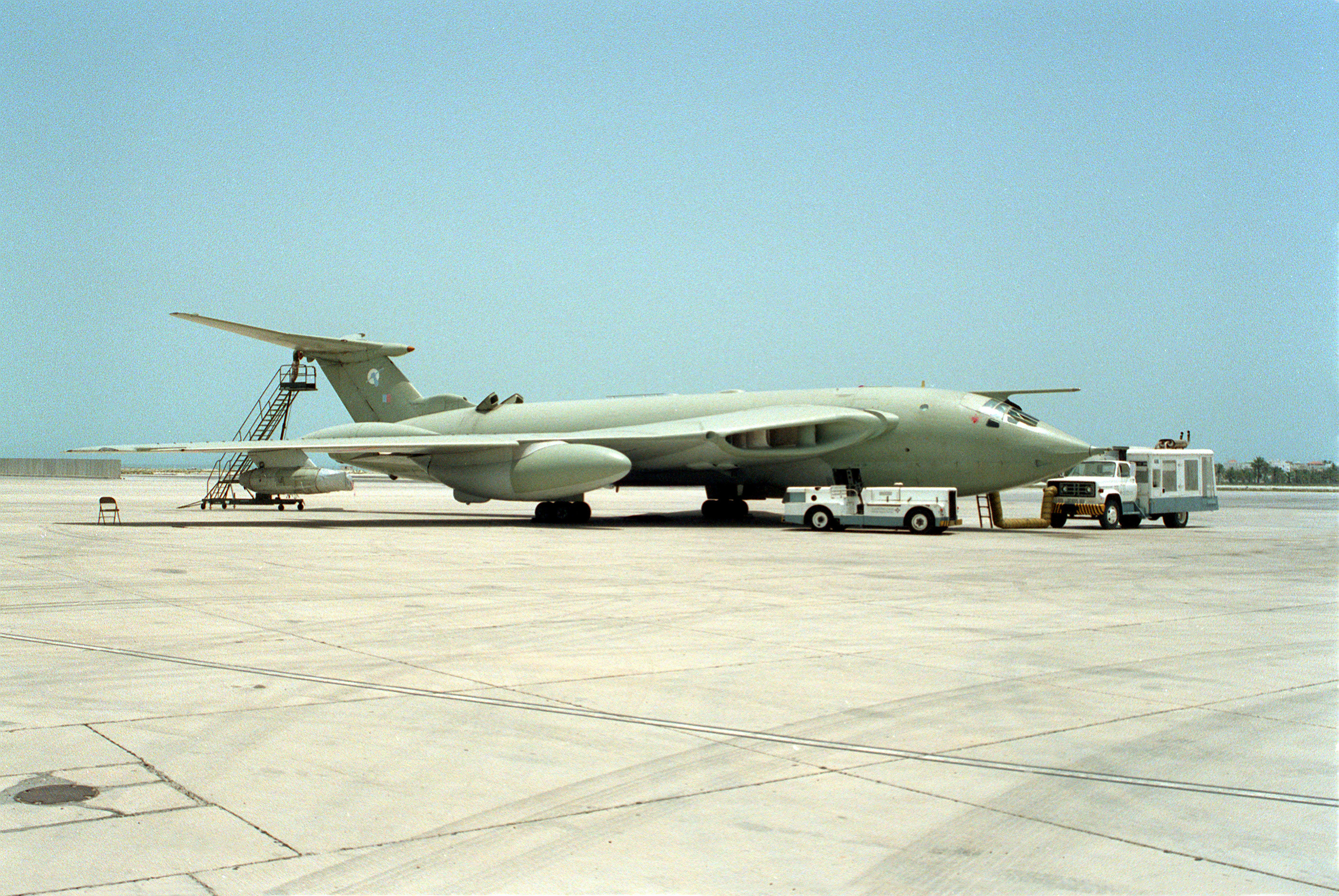
Victor-Bomber der Royal Air Force (1993)

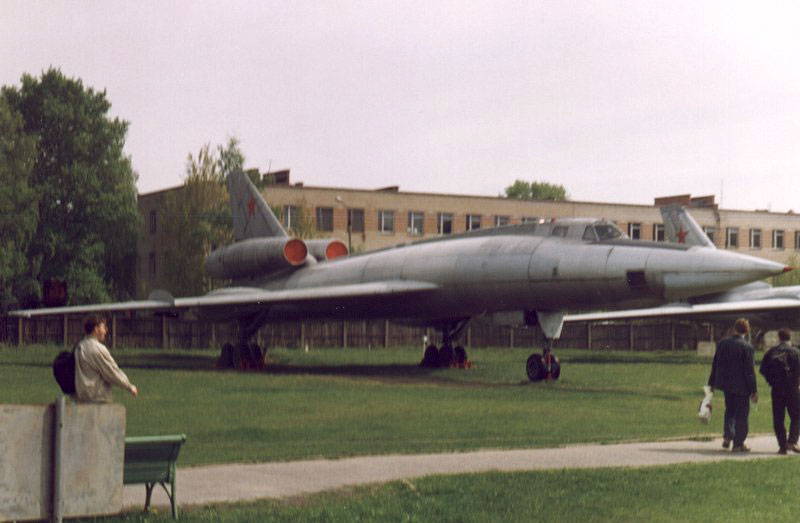
Tupolew Tu-22 in Monino

Das Strategic Air Command der USA hatte im Kalten Krieg bis zu 2600 Bomber einsatzbereit, um Ziele in mehr als 6.400 km Entfernung mit konventionellen und nuklearen Bomben angreifen zu können. Die britische Royal Air Force unterhielt für diesen Zweck bis zu 280 strategische Bomber, die sogenannte V-Force.
Bomber des Kalten Krieges und von heute:
- Avro Vulcan
- Boeing B-47 Stratojet
- Boeing B-52 Stratofortress
- Convair B-58 Hustler
- Convair B-36 Peacemaker
- Dassault Mirage IV
- General Dynamics FB-111
- Handley Page Victor
- Mjassischtschew M-4
- Northrop B-2
- Rockwell B-1
- Tupolew Tu-22M
- Tupolew Tu-95
- Tupolew Tu-16
- Tupolew Tu-160
- Tupolew Tu-22
- Vickers Valiant

## Entwicklung der Technik
Bomberangriffe waren zunächst nur bei guter Sicht möglich. Im Zweiten Weltkrieg ermöglichten Leitstrahlverfahren, Funknavigation und Radar Angriffe auch nachts und bei geschlossener Wolkendecke. Später wurden Trägheitsnavigationssysteme eingeführt, die die Position eines Bombers mit großer Genauigkeit bestimmen konnten. Heutzutage wird das Ziel oft mit GPS geortet, sodass Bombenangriffe auch bei Bewölkung und nachts möglich sind.

## Eingesetzte Waffen
Zu den ersten Zielen von Bombern zählt meist die gegnerische Flugabwehr. Einige Bomber sind auch mit von Bordschützen bedienten Maschinengewehren oder Bordkanonen ausgestattet. Trotzdem sind Bomber durch gegnerische Jagdflugzeuge leicht verwundbar und werden deshalb oft durch Begleitjäger eskortiert.

### Konventionell

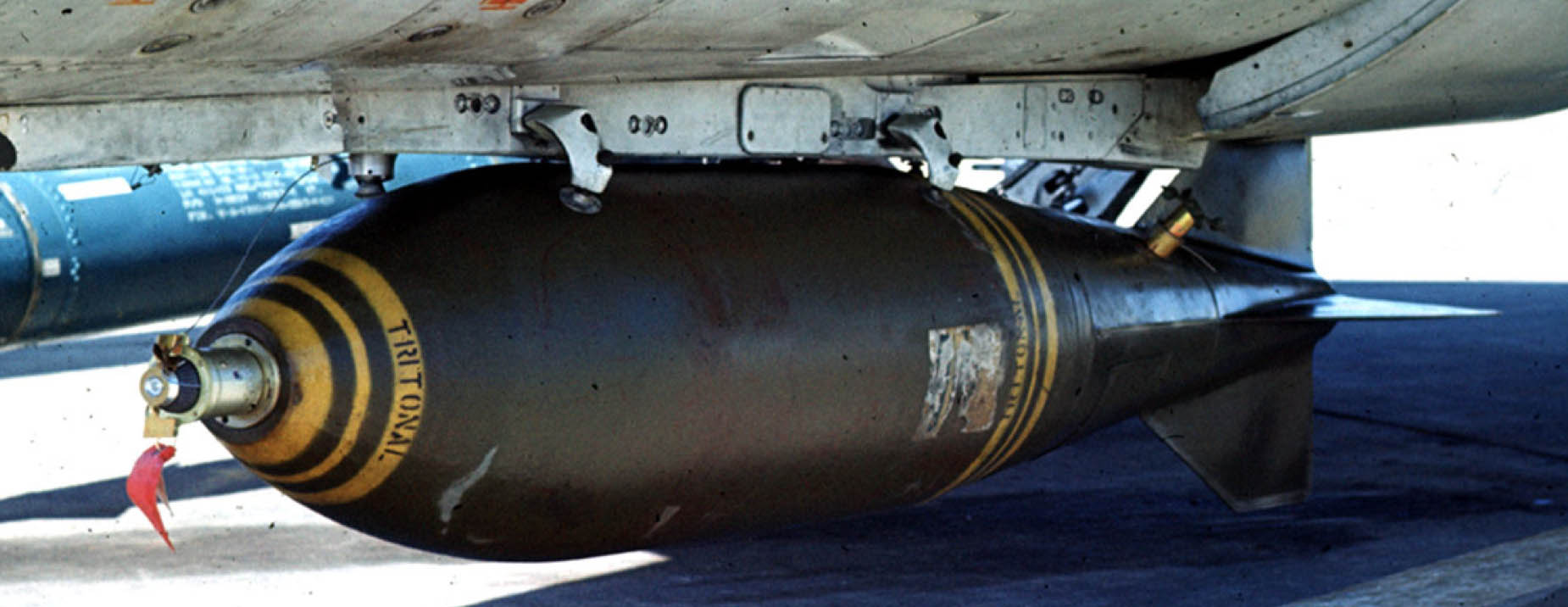
M117-Freifallbombe von 340 kg

Die Bomben werden von der Besatzung über dem Zielgebiet abgeworfen; dabei kann es sich um ungelenkte dumb bombs (dt. dumme Bomben) oder um präzisere, etwa lasergesteuerte, smart bombs (dt. intelligente Bomben) handeln. Umstritten sind so genannte Bombenteppiche sowie Streubomben, welche am Boden in viele Sprengköpfe (bomblets) zerfallen, von denen oft einige nicht sofort detonieren und Zivilisten gefährden. Zunehmend werden Nachrüstsätze für freifallende Bomben verwendet, die diese in individuell programmierte (GPS) oder lasermarkierte Ziele lenken (JDAM).

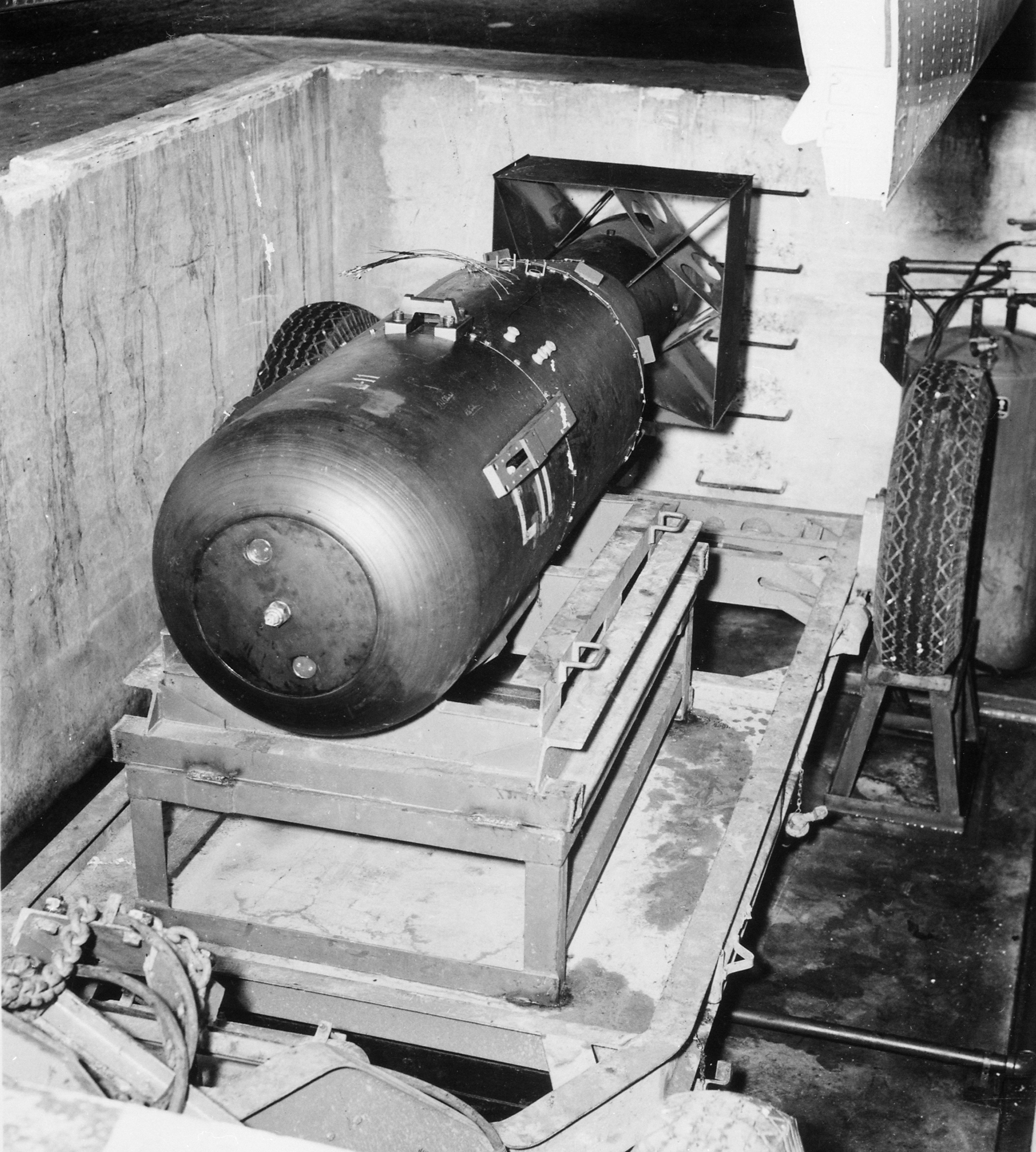
Atombombe „Little Boy“ auf der Verladebühne kurz vor dem Abflug nach Hiroshima (13 kt Sprengkraft)

### Frei fallende Kernwaffen
In der Frühphase des Kalten Kriegs war der Einsatz strategischer Bomber zentraler Bestandteil einer möglichen atomaren Kriegführung. Mit der Einführung und Weiterentwicklung von Interkontinentalraketen als Trägersystem wurde die strategische Bomberflotte zunehmend obsolet. Dennoch sind praktisch alle amerikanischen Bomber dafür ausgelegt, auch Kernwaffen ins Ziel zu tragen. Bei vielen modernen Nuklearbomben kann die Sprengkraft der nuklearen Explosion vom unteren Kilotonnenbereich für den taktischen Gefechtsfeldeinsatz bis in den Megatonnen-Bereich für den Angriff auf Städte oder zur Bekämpfung sogenannter „hardened targets“ (z. B. unterirdische Kommandobunker, Raketensilos) eingestellt werden.

### Kurzstreckenraketen
Die mit nuklearem Sprengkopf bestückte AGM-69 SRAM (Short Range Attack Missile = Kurzstreckenangriffsrakete) wurde für kleinere Ziele, wie etwa Boden-Luft-Raketenabschussbasen konzipiert. Sie eignete sich dazu besonders gut, weil ihr Trägheitslenksystem nicht durch ECM gestört werden konnte. Die SRAM ist jene Art von Waffe, mit der man einen Krieg „begrenzen“ könnte, weil sie auf militärische Ziele gerichtet wird. Sie würde jede Art von fixer Abwehr in einer bestimmten Gegend ausschalten und dem Feind keine Chance geben, zurückzuschlagen, z. B. gegen die B-1B, die die SRAM transportiert. Eine B-1B kann zwei Dutzend SRAM an Bord nehmen. Jede ist 4,30 m lang, wiegt 1000 kg und trifft mit Mach 2,5 ihr Ziel. Wenn sie in großer Höhe abgefeuert wird, kann sie 200 km weit fliegen, aus geringer Höhe 56 km.

### Luftgestützte Marschflugkörper

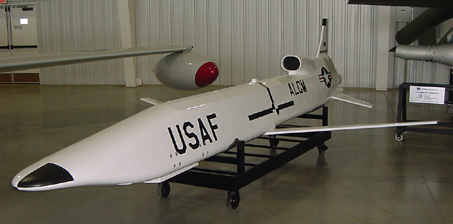
Marschflugkörper Boeing AGM-86

Da von Bombern aus der Luft abgefeuerte Marschflugkörper (oder auch Raketen) weit entfernte Ziele erreichen können, besteht für die Besatzung nur ein geringes Risiko.
Die derzeit bei der US-Luftwaffe ausschließlich für die B-52 in Verwendung stehenden Marschflugkörper (Air Launched Cruise Missile/ALCM) werden von Boeing produziert, wie zum Beispiel die AGM-86 ALCM. Sie haben ihren eigenen Turbofan-Antrieb und rudimentäre Steuerelemente sowie elektronische Geräte, die mit Zielinformationen voreingestellt sind. Wenn sie abgefeuert sind, folgen sie automatisch (auch mit Hilfe von GPS) ihren Befehlen bis zum Ziel.

## Einteilung
Spezialfälle von Bombern sind
- Strategische Bomber, z. B. die US-amerikanische Boeing B-52
- Jagdbomber, eine Mischung aus Jagdflugzeug und Bomber, beispielsweise der europäische Panavia Tornado (auch taktischer Bomber genannt)
- Tarnkappenbomber, z. B. die US-amerikanische Northrop B-2

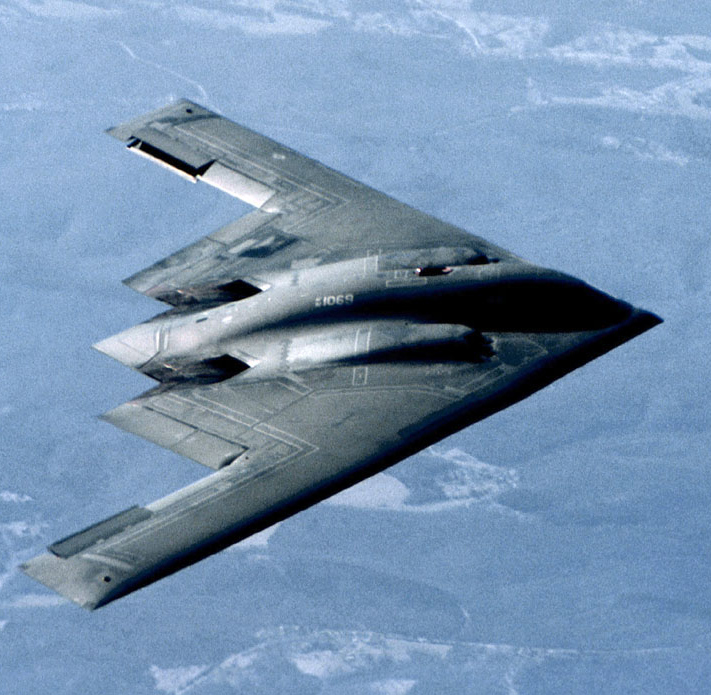
Fliegende B-2 Spirit der US Air Force

Im Zweiten Weltkrieg unterschied man:
- Leichte Bomber mit meist einem Motor, z. B. die Fairey Battle
- Mittlere Bomber mit meist zwei Motoren, z. B. die Junkers Ju 88
- Schwere Bomber (Viermots) mit meist vier Motoren, z. B. die Boeing B-29 Superfortress
- Sturzkampfflugzeuge, beispielsweise die Junkers Ju 87 Stuka
- Horizontalbomber, beispielsweise die Heinkel He 111
- Torpedobomber, z. B. die Fairey Swordfish
- Schnellbomber, z. B. die De Havilland D.H.98 Mosquito
- Schlachtflugzeuge – Erdkampfflugzeuge, die im frontnahen Bereich operierten, z. B. die Henschel Hs 123 oder die Il-2 Sturmowik
- Jagdbomber (Jabos), z. B. die Republic P-47

(Bis 1945 wurde „Kampfflugzeug“ als Synonym für Bomber verwendet.)

## Trivia
Der Rekordtorschütze der Fußball-Bundesliga mit 365 Toren, Gerd Müller, wird der „Bomber der Nation“ genannt.